# Museo Nacional de Derechos Civiles
El Museo Nacional de Derechos Civiles es un complejo de museos y edificios históricos de Memphis, Tennessee; sus exposiciones recorren la historia del movimiento por los derechos civiles en Estados Unidos desde el siglo XVII hasta la actualidad. El museo está construido en torno al antiguo Motel Lorraine, que fue el lugar del asesinato de Martin Luther King Jr. en 1968; King falleció en el St. Joseph's Hospital. Otros dos edificios y su propiedad adyacente, también relacionados con el asesinato de King, han sido adquiridos como parte del complejo museístico.
Tras unas renovaciones, el museo reabrió sus puertas en 2014 con un aumento de la cantidad de exposiciones multimedia e interactivas, así como varios cortometrajes para mostrar los momentos más destacados. El museo es propiedad y está gestionado por la Fundación del Museo de los Derechos Civiles Lorraine, con sede en Memphis. El Motel Lorraine es propiedad del Museo Estatal de Tennessee y está arrendado a largo plazo a la Fundación para que funcione como parte del complejo del museo. En 2016, el museo recibió el honor de convertirse en museo afiliado al Smithsonian. También es una propiedad que contribuye al Distrito Histórico de South Main Street del Registro Nacional de Lugares Históricos.

## Historia

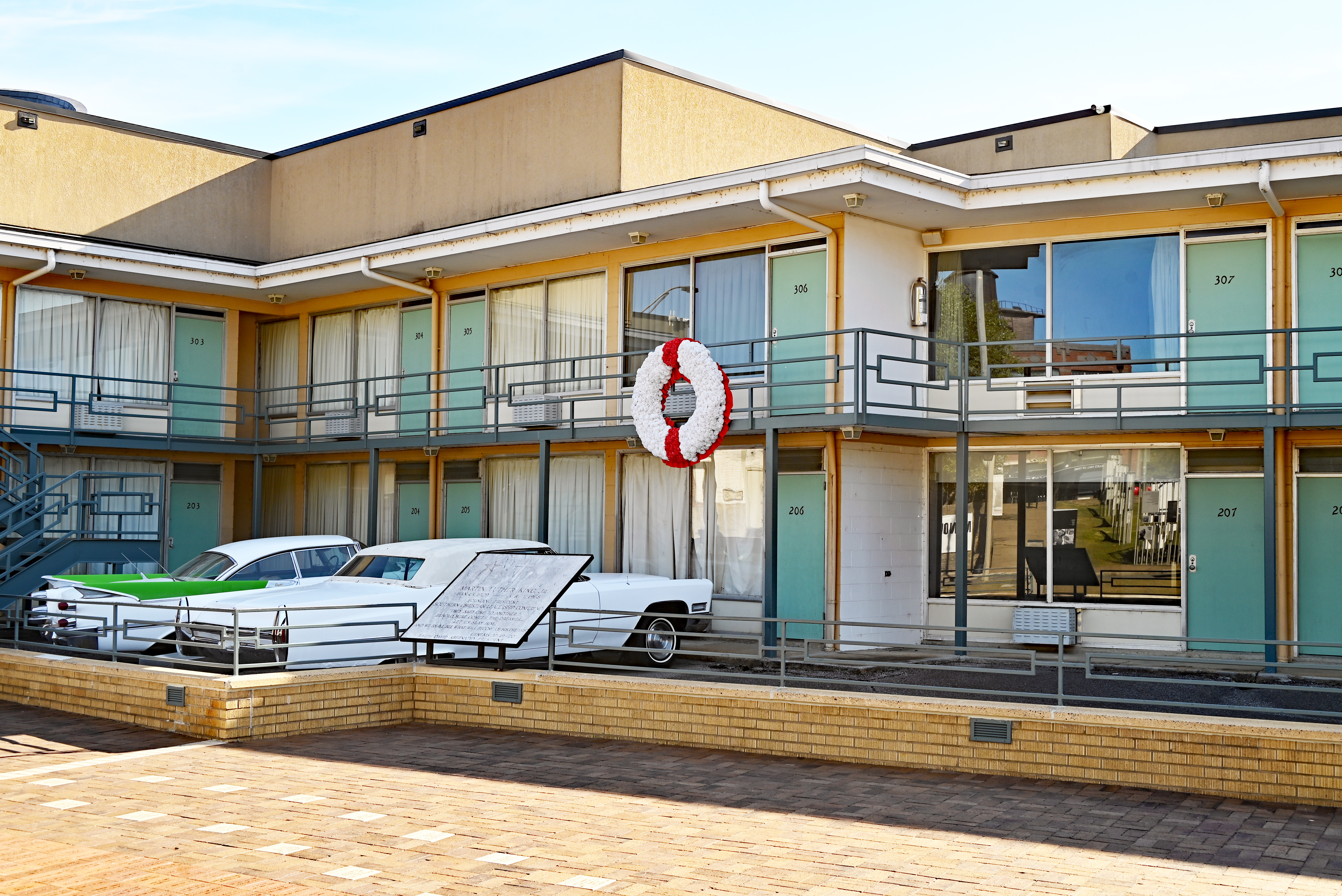
El Motel Lorraine forma parte del complejo del Museo Nacional de Derechos Civiles. La guirnalda marca el lugar aproximado en el que se encontraba King en el momento de su asesinato.

El lugar comenzó siendo el Hotel Windsorlorrine, de 16 habitaciones, hacia 1925, y más tarde se conoció como el Hotel Marquette. En 1945, Walter Bailey lo adquirió y lo rebautizó con el nombre de su esposa Loree y la canción "Sweet Lorraine".
Durante la época de la segregación, Bailey operó el motel como alojamiento de lujo para una clientela negra. Añadió una segunda planta, una piscina y un acceso para más habitaciones en la parte sur del complejo. Cambió el nombre de Lorraine Hotel a Lorraine Motel. Entre sus huéspedes durante los años sesenta se encontraban músicos que trabajaban para Stax Records, como Ray Charles, Lionel Hampton, Aretha Franklin, Ethel Waters, Otis Redding, los Staple Singers y Wilson Pickett.

### Creación de la fundación conmemorativa

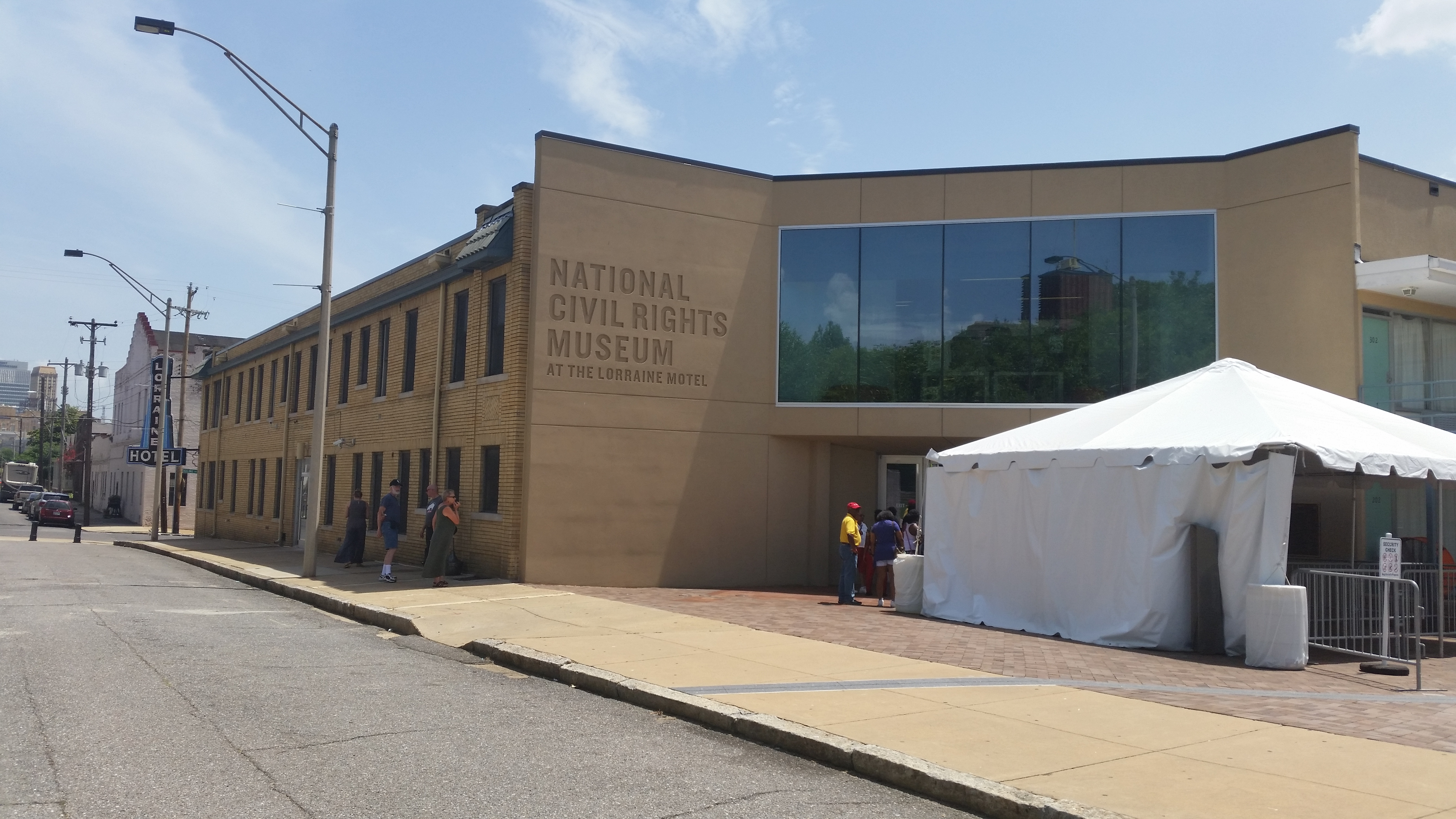
Entrada del Museo Nacional de Derechos Civiles.

En 1984, el grupo cambió el nombre de su organización por el de Fundación del Museo de los Derechos Civiles Lorraine. El Lorraine cerró finalmente como motel SRO el 2 de marzo de 1988. Los agentes de sheriff tuvieron que desalojar a la última inquilina, Jacqueline Smith, para preparar una reforma de 8,8 millones de dólares. El propietario del Motel Lorraine, Walter Bailey, falleció en julio de 1988, antes de llegar a ver los resultados de sus esfuerzos por crear el museo.
La Fundación trabajó con el curador del Instituto Smithsoniano Benjamin Lawless para desarrollar un diseño que salvara los aspectos históricos del lugar. La empresa McKissack and McKissack de Nashville, Tennessee, fue la encargada de diseñar un museo moderno en las partes del terreno que no estaban directamente relacionadas con el asesinato.

### Inauguración del museo en 1991

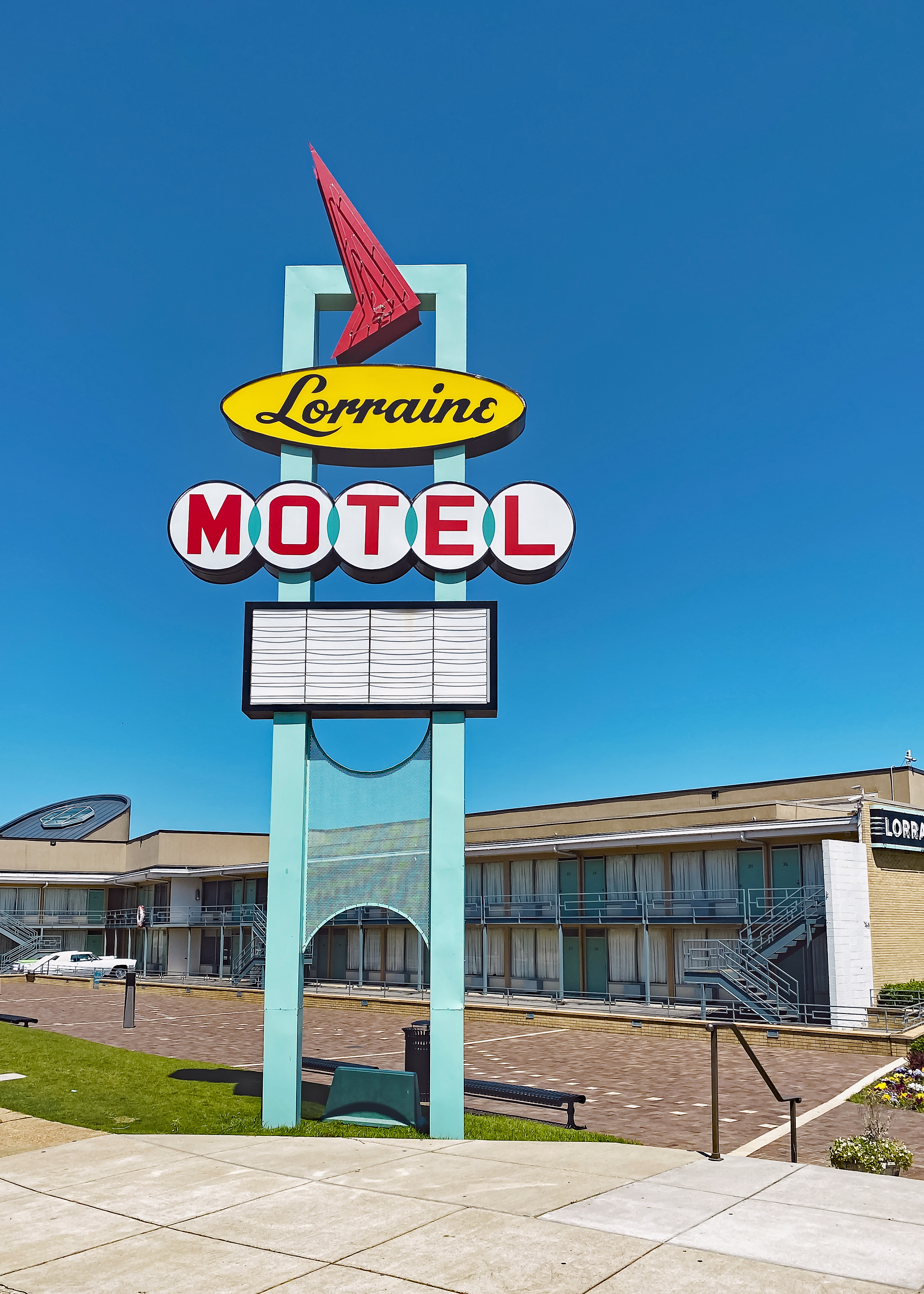
Motel Lorraine, Memphis, Tennessee.

El museo se inauguró el 4 de julio de 1991 y se abrió oficialmente al público el 28 de septiembre de 1991. D'Army Bailey fue el presidente fundador del museo.
En 1999, la Fundación adquirió el edificio Young and Morrow y el terreno baldío adyacente, en el lado oeste de Mulberry, como parte del complejo del museo. Se construyó un túnel bajo el solar para conectar el edificio con el motel. La Fundación pasó a custodiar los archivos policiales y de pruebas relacionados con el asesinato, incluidos el rifle y la bala mortal. Estas últimas se exhiben en una exposición de 12.800 pies cuadrados en el antiguo edificio Y & M, que se inauguró el 28 de septiembre de 2002.

### Renegociación del contrato de arrendamiento con el Estado en 2007
A lo largo de los años, ha habido controversia sobre la composición del patronato de la Fundación del museo y sobre la misión del museo, ya que la gente tiene opiniones divergentes. Estas cuestiones llegaron a un punto crítico en diciembre de 2007, cuando la Fundación del museo pedía al Estado, propietario del inmueble, que prorrogara su contrato de arrendamiento durante 50 años sin pagar alquiler. Bailey, juez de un tribunal de circuito, se mostró decepcionado por el énfasis del museo en la historia. Dijo que lo había imaginado como una institución para inspirar el activismo. En 2007, entre los miembros de la junta directiva había blancos procedentes del mundo empresarial. Bailey y otros activistas de la comunidad criticaron a la junta por ser "demasiado blanca" y afirmaron que estaba dejando fuera a la comunidad. Beverly Robertson, entonces directora del museo, defendió la junta y el funcionamiento del museo.
Gregory Duckett, miembro de la junta, discrepó de la interpretación de Bailey, afirmando que el museo nunca se concibió como una institución activista. Robertson señaló que muchos miembros de la junta eran afroamericanos que habían sido activistas y también habían entrado en la vida empresarial. En 2007, el Estado acordó un contrato de arrendamiento de 20 años, a la vez que asumía el mantenimiento principal del complejo. Exigió que la junta del museo celebrara reuniones públicas anuales y aumentara el número de miembros afroamericanos de la junta.

### Renovaciones en 2012
El museo principal cerró en noviembre de 2012 para someterse a una renovación de 27,5 millones de dólares que incluía cambios en las exposiciones y mejoras en los sistemas del edificio. Los objetos expuestos se actualizaron para que fueran más precisos desde el punto de vista histórico y para aumentar su poder evocador; las obras fueron dirigidas por un grupo de reconocidos estudiosos de los derechos civiles. Muchas de las exposiciones más populares del museo no cambiaron, como la habitación 306 (donde King se alojaba cuando murió), la réplica del camión de saneamiento (King vino a Memphis para apoyar una huelga de los trabajadores de saneamiento de AFSCME) y la réplica del autobús en el que Rosa Parks viajó en Montgomery, Alabama, antes de iniciar el boicot a los autobuses de Montgomery de 1955-1956. El autobús original se encuentra en el Museo Henry Ford de Dearborn, Míchigan.
En la reapertura de 2014, una de las principales exposiciones es una réplica de la sala del Tribunal Supremo de EE. UU. donde se escucharon los alegatos orales en 1954 en el caso Brown contra el Consejo de Educación, en el que el Tribunal dictaminó que la segregación en las escuelas públicas era inconstitucional. Fue una gran victoria para el movimiento por los derechos civiles. El museo cuenta con varios quioscos interactivos en los que los visitantes pueden acceder a audio, imágenes, texto y vídeo sobre todo el movimiento por los derechos civiles. Los visitantes pueden buscar textos por acontecimientos, lugares o temas. Muchas exposiciones cuentan ahora con "estaciones de audio" en las que los visitantes con auriculares pueden escuchar audios sobre la exposición que están viendo; una de ellas cuenta con la voz de Malcolm X en un debate. Más de 40 nuevos cortometrajes repartidos por todo el museo realzan también el efecto de las exposiciones.
El museo renovado se abrió al público el 5 de abril de 2014. En la reseña de la Associated Press se decía: "Las exposiciones, potentes y viscerales, marcan la pauta de una experiencia de museo evocadora y de nueva inmersión que narra la historia de la lucha por los derechos civiles en Estados Unidos." El académico de King, Clayborne Carson, de la Universidad de Stanford, dijo que las renovaciones del museo presentan "la mejor y más reciente erudición sobre derechos civiles disponible en la actualidad".

## Ubicación y complejo

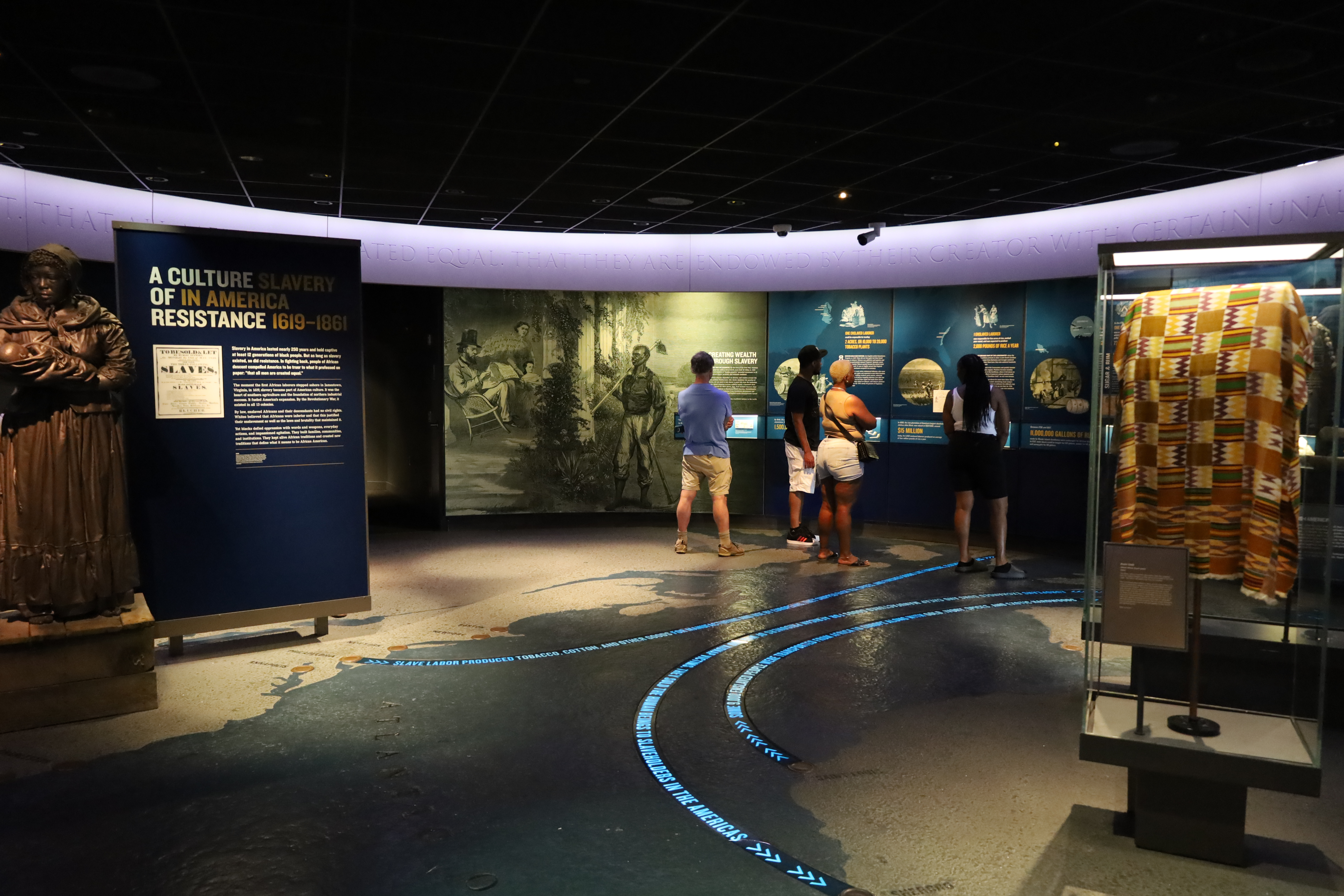
Exposición del museo.

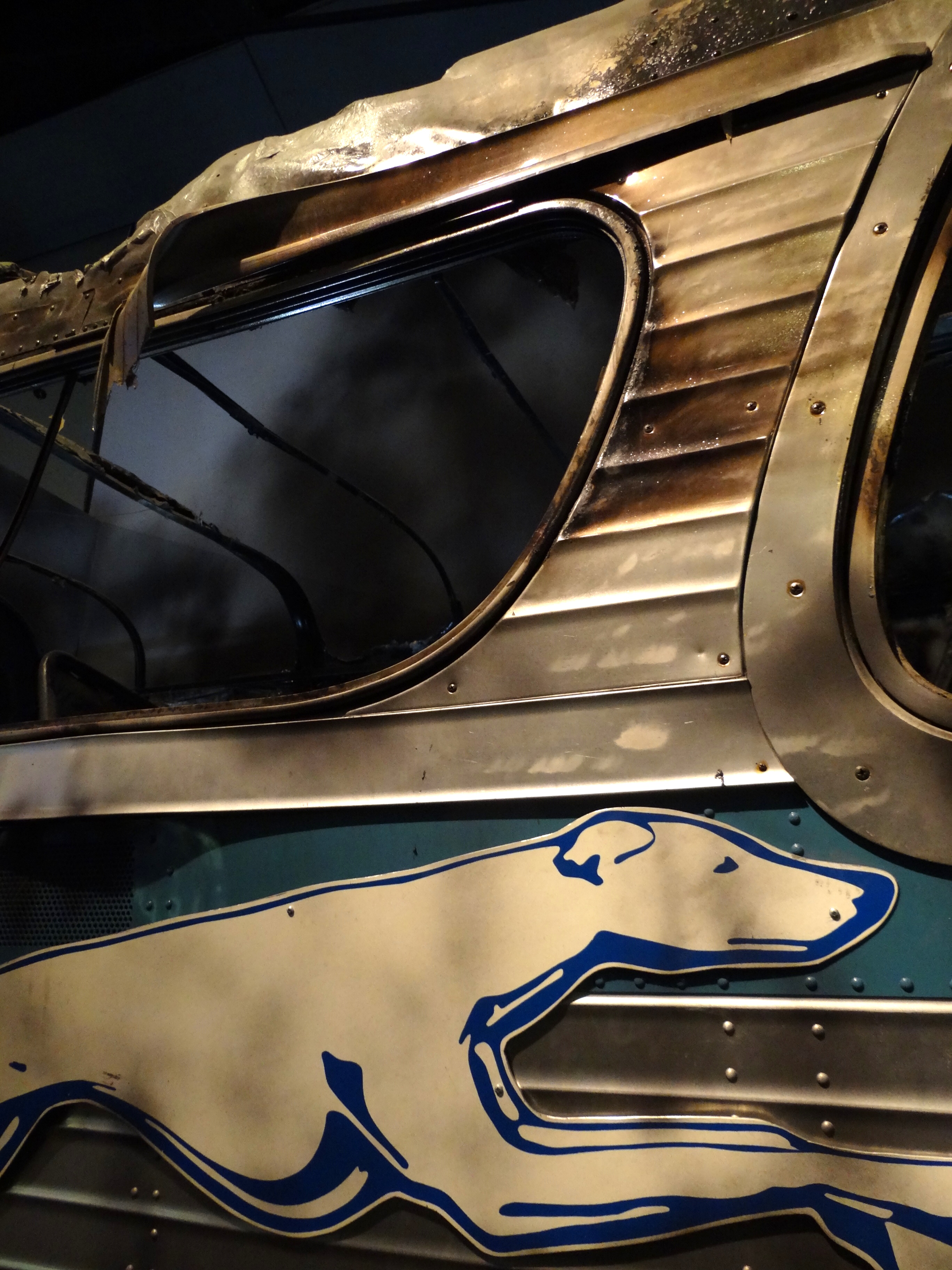
Réplica del autobús Greyhound destruido por supremacistas blancos durante los Viajes por la Libertad.

El complejo está situado en el 450 de Mulberry Street, y todas las propiedades, excepto el Motel Lorraine, son propiedad de la Fundación del Museo de los Derechos Civiles Lorraine. El motel es propiedad del Estado de Tennessee y está gestionado por la Fundación en virtud de un contrato de arrendamiento de 20 años con el Museo Estatal de Tennessee en Nashville.
El museo principal está situado en el extremo sur del centro de Memphis, en lo que ahora se denomina South Main Arts District (distrito de las artes). Está a unas seis manzanas al este del río Misisipi. El terreno principal de 16 800 m2 (4,14 acres) incluye el museo, el Motel Lorraine y los edificios asociados. El museo también es propietario del edificio Young and Morrow, situado en el 422 de Main Street. Aquí fue donde James Earl Ray confesó inicialmente (y posteriormente se retractó) haber disparado a King. El complejo incluye la tienda de atracciones Canipe's, en el 418 de Main Street, junto a la pensión donde se encontró el arma homicida con las huellas dactilares de Ray. En este recinto se incluye el terreno de maleza que había entre la pensión y el motel.
El museo exhibe varios vehículos de valor histórico o que guardan relación con la época. Entre los vehículos expuestos se encuentran un camión de basura del International Harvester en una exposición sobre la huelga de saneamiento de Memphis de 1968 que llevó a King a Memphis, el Ford Mustang blanco de 1966 de James Earl Ray, un Cadillac de 1968 y un Dodge de 1959 aparcados fuera del motel, una recreación del armazón quemado de un autobús Greyhound utilizado por los Viajeros de la libertad y un autobús representativo del boicot de autobuses de Montgomery.

## Protesta de Smith

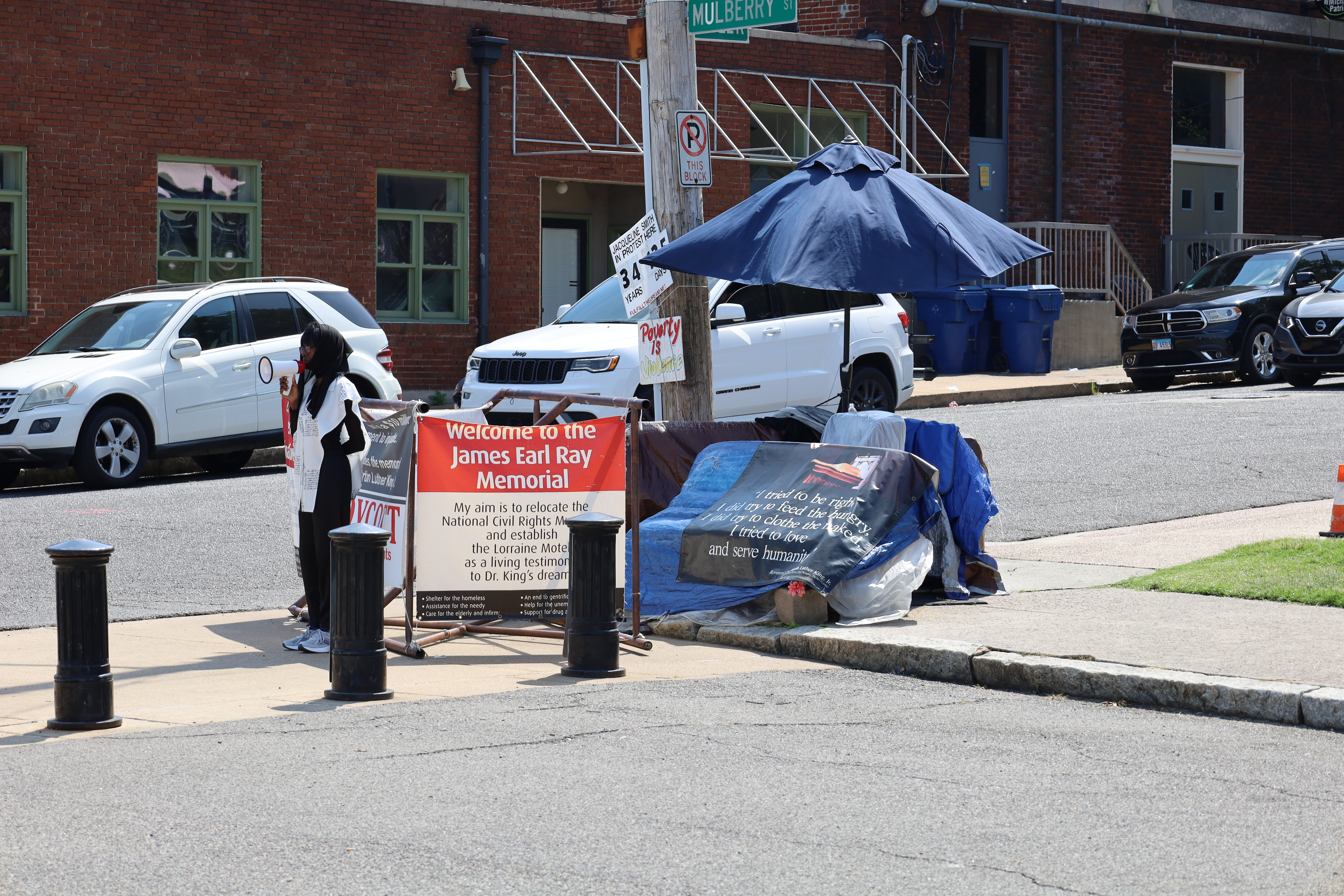
Vigilia de protesta de Jacqueline Smith ante el Lorraine en 2022

Al final, el Motel Lorraine alojó a huéspedes temporales y residentes como ocupación de una sola habitación. La última residente fue Jacqueline Smith, que había vivido allí desde 1973 mientras trabajaba para el motel como ama de llaves. Cuando se cerró el motel en 1988, Smith fue desahuciada. En aquella época, el barrio que rodeaba al Motel Lorraine era una zona de bajos ingresos y predominantemente negra. La reconstrucción del barrio estuvo relacionada con otros proyectos de reurbanización del centro y con la inclusión del museo en el distrito de las artes. Smith y muchos otros afirman que el museo, así como otros componentes de la reurbanización urbana y el crecimiento de la industria del turismo histórico, lo cual contribuyó a la gentrificación de la zona de South Main St. Smith sostiene que King probablemente habría preferido que se hicieran esfuerzos para apoyar a las comunidades en dificultades de Memphis, en lugar de proyectos que las desarraigan y alienan aún más.
Las pertenencias de Smith se amontonaron al otro lado de la calle, donde ella las cubrió con una lona y montó su campamento y siguió viviendo mientras mantiene su vigilia de protesta.
Smith pensaba que King se habría opuesto a que se gastaran 27 millones de dólares en un edificio para él y en desalojar a los residentes del motel, en lugar de invertirlos en políticas y programas que ayudaran a las comunidades de color y a las comunidades pobres. Desde que comenzó su vigilia, Smith ha hablado con miles de visitantes, intentando difundir el mensaje de King y explicar sus ideas sobre el museo. Smith ha continuado su vigilia de protesta durante más de 30 años.